# Good Music (Joan Jett)
Good Music è il quinto album di Joan Jett, pubblicato nel 1986 per l'etichetta discografica Blackheart Records.

## Tracce
1. Good Music (Jett, Laguna) 5:45
2. This Means War (Halligan, Jett, Laguna) 3:37
3. Roadrunner (Richman) 3:33 (Jonathan Richman Cover)
4. If Ya Want My Luv (Jett, Laguna) 3:53
5. Fun, Fun, Fun (Love, Wilson) 2:19 (Beach Boys Cover)
6. Black Leather (Adler, Griffin, Jett, Morris) 3:59
7. Outlaw (Byrd, Halligan, Jett, Laguna) 4:16
8. Just Lust (Abrahamson, Nowels) 3:16
9. You Got Me Floatin' (Hendrix) 3:30 (Jimi Hendrix Cover)
10. Contact (Jett, Laguna) 3:11

## Formazione
- Joan Jett - voce, chitarra
- Ricky Byrd - chitarra, voce
- Gary Ryan - basso, cori
- Lee Crystal - batteria

### Altri musicisti
- Thommy Price - batteria
- Kasim Sultan - basso
- Darlene Love - cori
- Carl Wilson - chitarra, voce
- Mike Love - voce
- Al Jardine - voce
- Bruce Johnston - voce
- Billy Hinsche - voce
- Bobby Figueroa - voce
- Scorpio Sayer
- Bob Halligan Jr. - chitarra, piano, cori
- Reggie Griffin - chitarra, basso, batteria
- Ross Levinson - violino
- Rick Knowles - chitarra
- Dennis Feldman - basso
- Bashiri Johnson - percussioni
- Michael Rudetsky - tastiere
- Nelson Williams - percussioni
- Jimmy Bralower - batteria
- Ronnie Lawson - tastiere
- Thom Panunzio - percussioni
- Larry Smith - percussioni
- Kenny Laguna - varii strumenti, voce
- Crispin Cioe - corno
- Paul Litteral - corno
- Arno Hecht - corno
- Bob Funk - corno